# Taxi Brooklyn
Taxi Brooklyn – dramatyczny serial telewizyjny z elementami komedii wyprodukowany przez
EuropaCorp Television dla francuskiej stacji TF1. Światową premierę serial miał 14 kwietnia 2014 roku na TF1. Serial jest oparty na filmie Taxi Luca Bessona. Za opracowanie scenariuszu odpowiadali Gary Scott Thompson, Stephen Tolkin oraz Franck Ollivier. Premierowy odcinek został wyemitowany 25 czerwca 2014 roku przez stacje NBC.
27 lutego 2015 roku, stacja NBC anulowała serial po pierwszym sezonie.
W Polsce serial jest emitowany od 8 sierpnia 2016 roku przez Canal+ Seriale.

## Fabuła
Serial skupia się na trochę dziwnej relacji między "Cat" Sullivan, detektywem a kierowcą taksówki Leo Romba. Oboje wspólnie rozwiązują sprawy kryminalne w Nowym Jorku.

## Obsada
- Chyler Leigh jako Caitlin "Cat" Sullivan[4]
- Jacky Ido jako Leo Romba[5]
- Ally Walker jako Frankie Sullivan[5]
- Jennifer Esposito jako Monica Pena[5]
- José Zúñiga jako Eddie Esposito
- Bill Heck jako Gregg James[5]
- James Colby jako Captain John Baker[5]
- Raul Casso jako Ronnie

## Odcinki
| Sezon | Sezon | Odcinki | Oryginalna emisja TF1 | Oryginalna emisja TF1 | Oryginalna emisja | Oryginalna emisja | Oryginalna emisja |
| Sezon | Sezon | Odcinki | Premiera sezonu       | Finał sezonu          | Premiera sezonu   | Finał sezonu      |                   |
| ----- | ----- | ------- | --------------------- | --------------------- | ----------------- | ----------------- | ----------------- |
|       | 1     | 12      | 14 kwietnia 2014      | 5 maja 2014           | 8 sierpnia 2016   | 25 sierpnia 2016  |                   |

### Sezon 1 (2014)
| Nr | #  | Tytuł                    | Reżyseria       | Scenariusz                                        | Premiera TF1     | Premiera         |
| -- | -- | ------------------------ | --------------- | ------------------------------------------------- | ---------------- | ---------------- |
| 1  | 1  | The Price for the Course | Olivier Megaton | Franck Olivier Gary Scott Thompson Stephen Tolkin | 14 kwietnia 2014 | 8 sierpnia 2016  |
| 2  | 2  | The Legacy               | Olivier Megaton | Franck Olivier Gary Scott Thompson Stephen Tolkin | 14 kwietnia 2014 | 9 sierpnia 2016  |
| 3  | 3  | Match women              | Frédéric Berthe | Franck Olivier Stephen Tolkin                     | 14 kwietnia 2014 | 10 sierpnia 2016 |
| 4  | 4  | Precious Cargo           | Frédéric Berthe | ?                                                 | 21 kwietnia 2014 | 11 sierpnia 2016 |
| 5  | 5  | Ambush                   | Alain Tasma     | Richard Sweren                                    | 21 kwietnia 2014 | 15 sierpnia 2016 |
| 6  | 6  | Love Hurts               | Alain Tasma     | Franck Olivier                                    | 21 kwietnia 2014 | 16 sierpnia 2016 |
| 7  | 7  | Black Widow              | David Morley    | James Kee David Bradley Halls                     | 28 kwietnia 2014 | 17 sierpnia 2016 |
| 8  | 8  | Deadline Brooklyn        | David Morley    | Steve Cochrane                                    | 28 kwietnia 2014 | 18 sierpnia 2016 |
| 9  | 9  | The Longest Night        | Frédéric Berthe | ?                                                 | 28 kwietnia 2014 | 22 sierpnia 2016 |
| 10 | 10 | Double Identity          | Frédéric Berthe | Vince McKewin Franck Olivier                      | 5 maja 2014      | 23 sierpnia 2016 |
| 11 | 11 | Frenchmen Can't Jump     | Gérard Krawczyk | Vince McKewin                                     | 5 maja 2014      | 24 sierpnia 2016 |
| 12 | 12 | Revenge                  | Gérard Krawczyk | Gary Scott Thompson                               | 5 maja 2014      | 25 sierpnia 2016 |